# Медаль «За отличие» (Израиль)

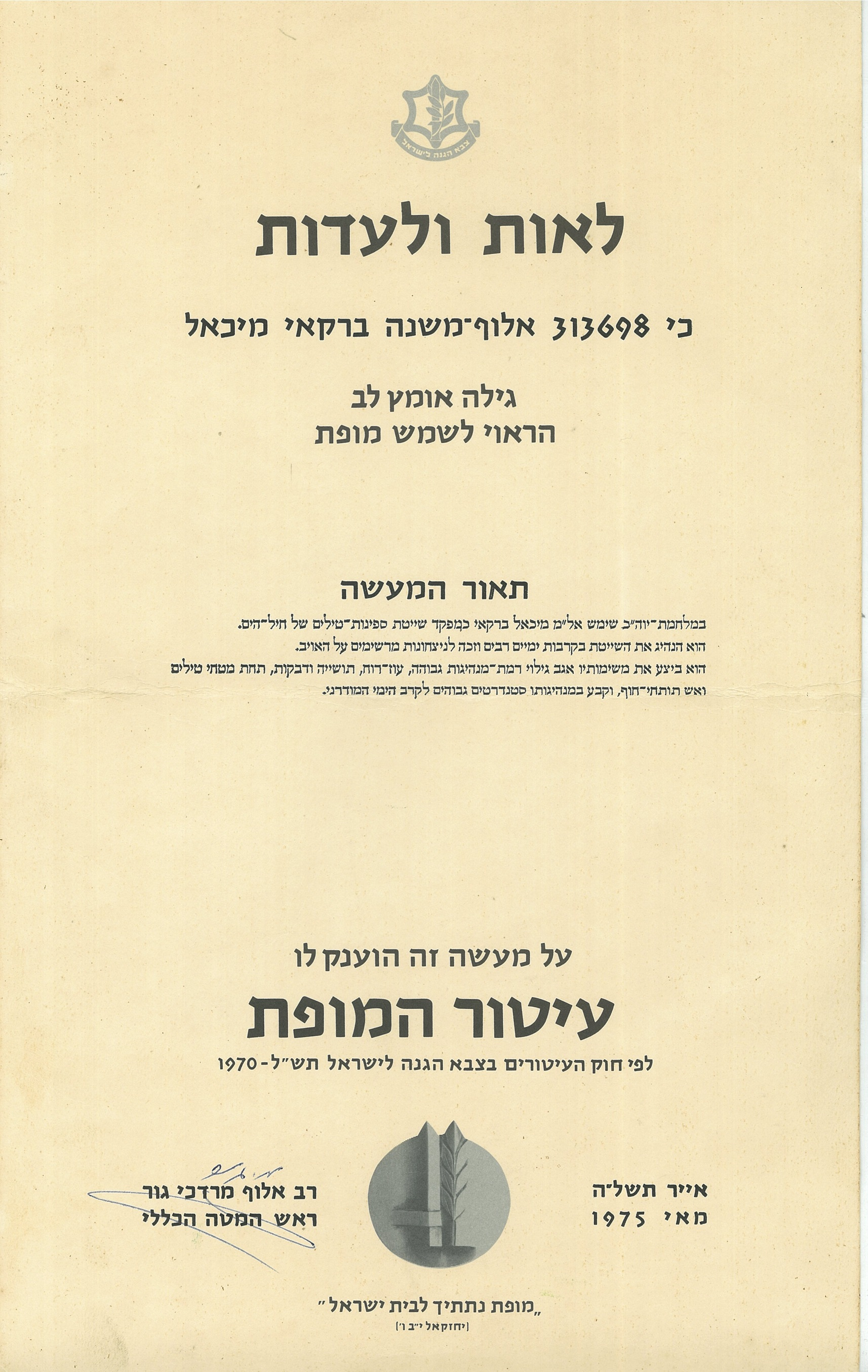
Грамота к медали «За отличие» на имя Михаэля Баркаи (май 1975 года)

Медаль «За отличие» (ивр. עיטור המופת‎, Итур ха-Мофет) — третья по значимости военная награда Израиля.
Учреждена Кнессетом в 1970 году, в рамках закона «О военных наградах»; согласно закону возможны ретроактивные награждения за действия до 4 июня 1967 года включительно.
По состоянию на 2018 год произведены 602 награждений медалью, пять человек награждены дважды. Из числа тех, чьи имена опубликованы, дважды награждены Шломо Агни и Михаэль Бурт.
Единственная кавалер-женщина — Эстер Ардити.
Награждение медалью производится Начальником Генерального Штаба.

## Дизайн
Дизайн медали разработан лауреатом Премии Израиля художником Даном Райзингером (ивр. דן ריזינגר‎). Медаль имеет круглую форму, в середине помещено рельефное изображение меча и ветви оливы, символизирующее сдержанную силу.
Для ношения на повседневной форме введена колодка цвета ленты медали. При повторном награждении вместо второй медали на колодке или на ленте должен носиться знак, представляющий миниатюрную копию медали.
Медаль изготавливается Государственной компанией монет и медалей из серебра 935 пробы, вес медали 25 грамм.